# 施納肯巴赫河

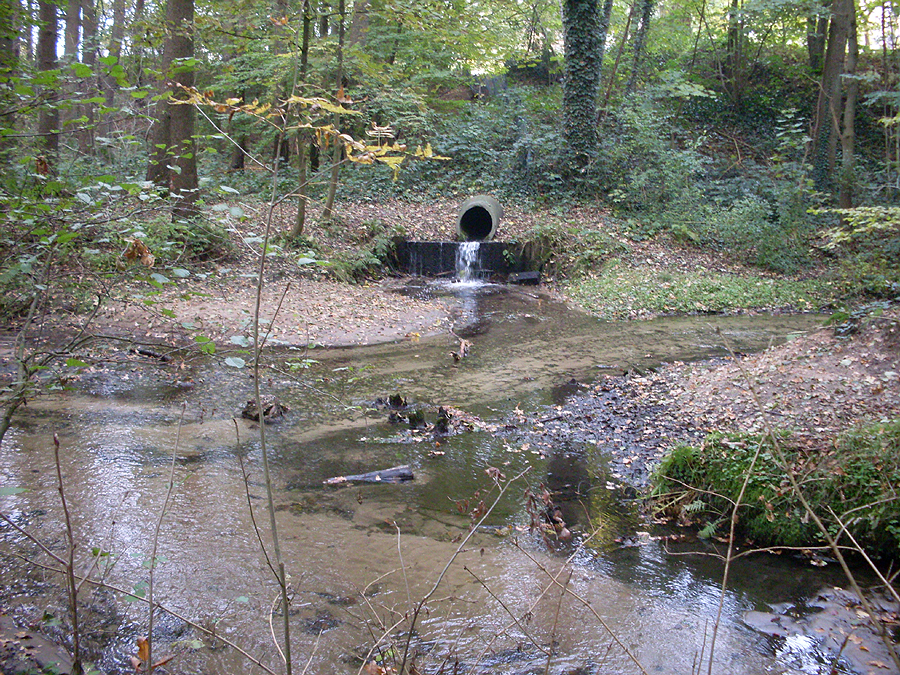

51°54′40.04″N 8°39′5.06″E / 51.9111222°N 8.6514056°E
施納肯巴赫河（德語：Schnakenbach），是德國的河流，位於該國西部，處於北萊茵-威斯特法倫州，屬於韋斯特霍爾特巴赫河的右支流，河道全長3.4公里，河畔城鎮有厄靈豪森和施洛斯霍爾特-施圖肯布羅克。